# Linospadicinae
Linospadicinae, podtribus palmi, dio tribusa Areceae, potporodica Arecoideae. Sastoji se od četiri  roda iz Australije, Nove Gvineje, Norfolka, Bismarckovih otoka i Moluka.

## Rodovi
1. Calyptrocalyx Blume
2. Howea Becc.
3. Laccospadix H.Wendl. & Drude
4. Linospadix H.Wendl.